# Panoramic View of the Fleet After Yacht Race
Pour plus de détails, voir Fiche technique et Distribution.
Panoramic View of the Fleet After Yacht Race est un film américain muet et en noir et blanc sorti en 1901.